# Polychoa metallica
Polychoa metallica är en fjärilsart som beskrevs av Sergius G. Kiriakoff 1967. Polychoa metallica ingår i släktet Polychoa och familjen tandspinnare. Inga underarter finns listade i Catalogue of Life.